# 恵比須運河
恵比須運河（えびすうんが）は、神奈川県横浜市鶴見区と神奈川区にまたがって存在する運河。京浜工業地帯である横浜市南側の埋立地を通っている。恵比寿と誤表記される事がある。

## 地理

### 隣接している区画・運河

#### 区画
- 守屋町
- 宝町
- 大黒町

#### 運河・川
- 大黒運河
- 京浜運河
- 宝運河

大黒運河とは恵比須運河の北端で、京浜運河とは恵比須運河の南端で、宝運河とは途中で隣接している。

## 運河データ
- 起点:宝町1番地（大黒運河との合流点）
- 終点:京浜運河との合流点
- 長さ:1370メートル
- 幅:95メートル

## 命名由来
隣接する区画「恵比須町」に由来する。ちなみに恵比須町は、七福神のえびすに由来する。

## その他
運河が占める面積は、神奈川区側の方が若干多い。
座標: 北緯35度28分56秒 東経139度39分20秒 / 北緯35.48222度 東経139.65556度